# Attagenus curvicornis
Attagenus curvicornis es una especie de coleóptero de la familia Dermestidae.

## Distribución geográfica
Habita en Egipto.